# Парламентские выборы в Норвегии (1969)
Парламентские выборы в Норвегии проходили 7 и 8 сентября 1969 года. Хотя Рабочая партия, получив 74 из 150 мест, осталась крупнейшей парламентской партией, четыре правоцентристские партии получили в сумме 76 мест и сохранили власть. Пер Бортен, лидер Партии Центра, остался премьер-министром.
Выборы были практически равными между левыми и правыми партиями. Существовала вероятность, что каждая сторона будет иметь по 75 депутатов в Стортинге и тогда было бы проблематично решить, кто будет формировать правительство. Чтобы избежать такой ситуации в будущем, перед выборами 1973 года было добавлено пять дополнительных мест парламента. Рабочая партия выступила успешнее, чем на предыдущих выборах 1965 года и в одиночку получила почти половину всех мест в Стортинге. Однако левые не получили большинства, поскольку Социалистическая народная партия на этот раз не получила ни одного места.

## Результаты
| Партия                                | Партия                                | Голоса    | %    | Места | +/-   |
| ------------------------------------- | ------------------------------------- | --------- | ---- | ----- | ----- |
|                                       | Рабочая партия                        | 1 004 348 | 46,5 | 74    | +6    |
|                                       | Консервативная партия                 | 406 209   | 18,8 | 29    | -2    |
|                                       | Либеральная партия                    | 202 553   | 9,4  | 13    | -5    |
|                                       | Партия Центра                         | 194 128   | 9,0  | 20    | +2    |
|                                       | Христианская народная партия          | 169 303   | 7,8  | 14    | +1    |
|                                       | Социалистическая народная партия      | 73 284    | 3,4  | 0     | -2    |
|                                       | Коммунистическая партия               | 21 517    | 1,0  | 0     | 0     |
|                                       | Объединённый список ХНС-КП            | 83 073    | 3,9  | [a]   | -     |
|                                       | Объединённый список ПЦ-ХНС            | 83 073    | 3,9  | [b]   | -     |
|                                       | Объединённый список СНП-КП            | 3 203     | 0,2  | 0     | -     |
|                                       | Норвежская демократическая партия     | 561       | 0,0  | 0     | 0     |
|                                       | Список народа лапп                    | 527       | 0,0  | 0     | новая |
|                                       | Прочие голоса                         | 6         | 0,0  | -     | -     |
| Недействительных/пустых бюллетеней    | Недействительных/пустых бюллетеней    | 8 697     | -    | -     | -     |
| Всего                                 | Всего                                 | 2 162 596 | 100  | 150   | 0     |
| Зарегистрированных избирателей / Явка | Зарегистрированных избирателей / Явка | 2 579 566 | 83,8 | -     | -     |
| Источники: Nohlen & Stöver            |                                       |           |      |       |       |

a  Объединённый партийный список ХНС и КП получил 2 места, по одному на каждую партию.
b  Объединённый партийный список ПЦ и ХНС получил 4 места, три из которых выиграли центристы и одно — христианские демократы.